# Gaspar de Vigodet
Gaspar de Vigodet, conosciuto anche come Gaspar de Bigodé (1747 – 1834), è stato un militare spagnolo, di radici francesi.
Fu l'ultimo governatore di Montevideo fedele alla corona spagnola.
Il 9 ottobre 1810, Gaspar de Vigodet arrivò a Montevideo, nominato governatore della piazza navale dal Consiglio di Reggenza che si era instaurato dopo la cattura di Ferdinando VII da parte delle truppe francesi. Poco dopo arrivò anche il nuovo viceré Francisco Javier de Elío, che, impossibilitato ad installarsi nella Buenos Aires in mano agli indipendentisti, si instaurò anch'esso a Montevideo.
Il 27 maggio 1811 fu costretto ad evacuare lo strategico porto di Colonia del Sacramento; assediato nell'ultima ridotta realista di Montevideo, continuò a difenderla anche dopo il richiamo in patria di Elío, resosi inviso alle truppe leali al re per aver formalmente abolito il vicereame durante un armistizio firmato con gli indipendentisti.
Al termine di un secondo assedio, Vigodet fu costretto a firmare la capitolazione di Montevideo di fronte all'esercito patriottico di Carlos María de Alvear; la città fu così occupata il 23 maggio 1814, e il governatore fu arrestato e imbarcato a forza per Rio de Janeiro, dove protestò la mancata osservazione dei patti da parte degli indipendentisti.
Tornato in Spagna, fece parte, al termine del Triennio liberale, del Consiglio di Reggenza che sostituì Ferdinando VII, insieme con Cayetano Valdés e Gabriel Ciscar. Alla seconda restaurazione, riuscì ad evitare la prigione fuggendo dal paese grazie all'aiuto di ufficiali francesi.